# Okres Edineț
Edineț je okres v severozápadním Moldavsku. Žije zde okolo 72 tisíc obyvatel a jeho sídlem je město Edineț. Na severozápadě sousedí s okresem Briceni, na severu s okresem Ocnița, na východě s okresem Dondușeni, na jihu s okresem Rîșcani a na západě s Rumunskem. V okrese se nachází celkem sedm chráněných území.